# Tradicionalisme

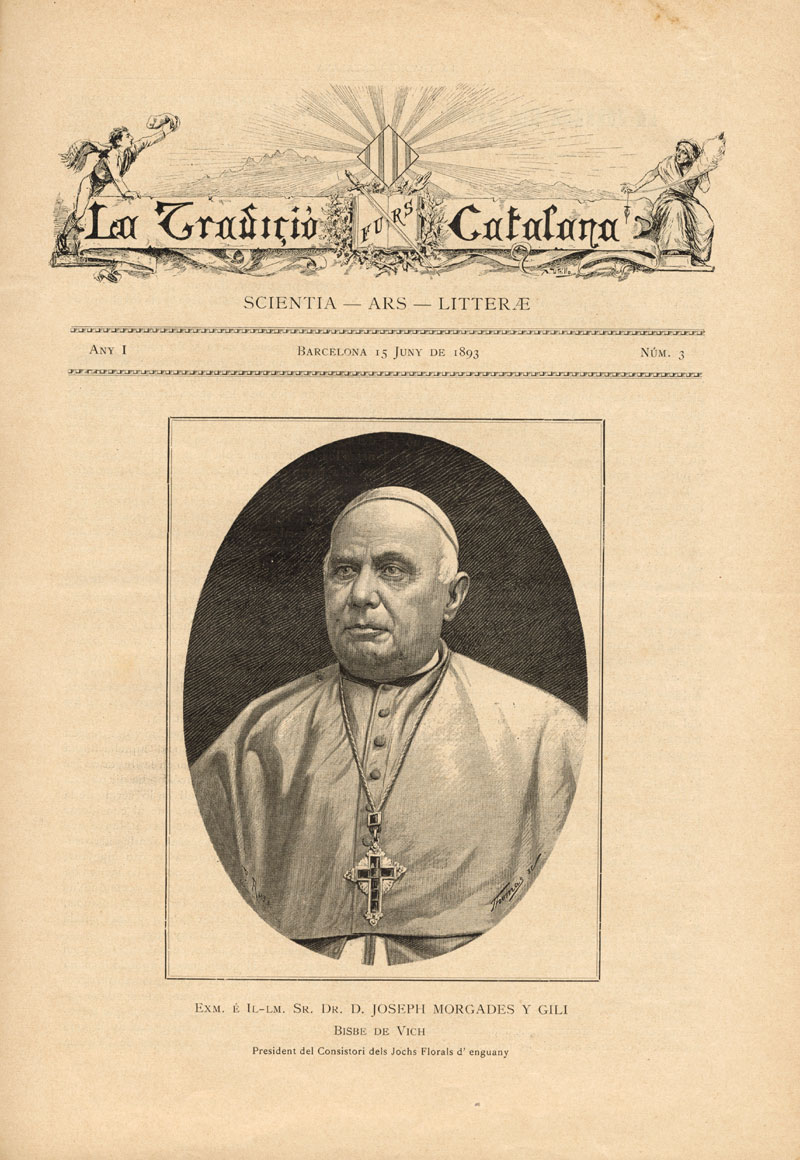
Revista La Tradició Catalana amb el retrat del bisbe de Vic Josep Morgades i Gili, reconstructor del Monestir de Ripoll i la tomba de Guifré el Pilós

El tradicionalisme és, en la història de la filosofia, la tendència a defensar les tradicions com el conjunt d'usos i costums heretats de la història que cal valorar, respectar i defensar.
Aquesta doctrina filosòfica postula que les tradicions són argument per defensar el paradigma social del passat i la seua preservació. En aquest sentit és una de les doctrines més importants que han influït en la 
dreta política, oposant-se a altres corrents de la dreta política com el liberalisme que defensa els canvis i les reformes que pot plantejar la societat, o el feixisme que propugna una transformació de la societat a través d'un estat totalitari.
Dins del tradicionalisme s'hi han desenvolupat diferents corrents; una pot ser el reaccionari, que en els cas català el veuríem representat pel carlisme, una altra el tradicionalisme identitari català que vindria representat pel catalanisme conservador i catòlic de Josep Torras i Bages; així mateix hi ha un tradicionalisme d'arrel conservadora molt rebec als canvis socials però que atén als canvis que experimenten les societats i a fi de mantenir els valors troncals de la societat, postula l'adaptació als canvis; aquest darrer tradicionalisme és considerat com a fill del pensament d'Edmund Burke.